# Mike Singletary
Michael Singletary, född 9 oktober 1958, är en amerikansk fotbollscoach och före detta spelare. Efter att ha spelat universitetsfotboll för Baylor Bears blev Singletary draftad av Chicago Bears i den andra rundan av 1981 års NFL-draft och var under 1980-talet en vital del av Chicagos framstående försvarsenhet. Han valdes in i Pro Football Hall of Fame 1998.
Singletary stannade kvar inom sporten efter spelarkarriären som tränare, först som linebackertränare för Baltimore Ravens. och därefter som linebackertränare för San Francisco 49ers. Under säsongen 2008 befordrades Singletary till huvudtränare för San Francisco efter att dåvarande huvudtränare Mike Nolan avskedats, en position som han behöll tills han avskedades under säsongen 2010 efter att San Francisco misslyckats med att kvalificera sig för slutspel.